# Tennis da spiaggia ai Giochi mondiali sulla spiaggia 2019
Le competizioni di tennis da spiaggia ai Giochi mondiali sulla spiaggia 2019 si sono svolte dal 12 al 16 ottobre 2019 presso la spiaggia di Katara, a Doha. Sono stati disputati tre tornei di doppio maschile (16 coppie di atleti impegnati), femminile (17 coppie di atlete impegnate), e misto (21 coppie miste).

## Calendario
Il calendario delle gare è stato il seguente:
| ● | Finali |

| Ottobre |    |    |    |    |    |
| 11      | 12 | 13 | 14 | 15 | 16 |
|         | ●  | ●  | ●  | 2  | 1  |

## Podi

### Uomini
| Evento          | Oro                                  | Argento                           | Bronzo                               |
| Doppio maschile | Spagna Antomi Ramos Gerard Rodríguez | Brasile André Baran Vinícius Font | Russia Nikita Burmakin Sergej Kupcov |

### Donne
| Evento           | Oro                                 | Argento                              | Bronzo                                 |
| Doppio femminile | Italia Flaminia Daina Nicole Nobile | Brasile Joana Cortez Rafaella Miller | Russia Dar'ja Čurakova Irina Glimakova |

### Doppio misto
| Evento       | Oro                                 | Argento                                   | Bronzo                             |
| Doppio misto | Brasile André Baran Rafaella Miller | Francia Nicolas Gianotti Marie-Eve Hoarau | Brasile Vinícius Font Joana Cortez |

## Medagliere
| Posizione | Paese   | Oro | Argento | Bronzo | Totale |
| --------- | ------- | --- | ------- | ------ | ------ |
| 1         | Brasile | 1   | 2       | 1      | 4      |
| 2         | Italia  | 1   | 0       | 0      | 1      |
| 2         | Spagna  | 1   | 0       | 0      | 1      |
| 4         | Francia | 0   | 1       | 0      | 1      |
| 5         | Russia  | 0   | 0       | 2      | 2      |
| Totale    | Totale  | 3   | 3       | 3      | 9      |